# Quercus juergensenii
Quercus juergensenii är en bokväxtart som beskrevs av Frederik Michael Liebmann. Quercus juergensenii ingår i släktet ekar, och familjen bokväxter. Inga underarter finns listade.